# Pruillé-l'Éguillé
Pruillé-l'Éguillé est une commune française, située dans le département de la Sarthe en région Pays de la Loire, peuplée de 808 habitants (les Pruilléens ou les Lostres).
La commune fait partie de la province historique du Maine, et se situe dans le Haut-Maine.

## Géographie
Pruillé-l'Éguillé est un village sarthois situé à 30 km au sud du Mans, dans le canton du Grand-Lucé.

### Communes limitrophes
| Saint-Mars-d'Outillé |                   | Le Grand-Lucé            |
|                      | Pruillé-l'Éguillé | Saint-Vincent-du-Lorouër |
| Marigné-Laillé       | Jupilles          |                          |

### Climat
Pour des articles plus généraux, voir Climat des Pays de la Loire et Climat de la Sarthe.
En 2010, le climat de la commune est de type climat océanique dégradé des plaines du Centre et du Nord, selon une étude du CNRS s'appuyant sur une série de données couvrant la période 1971-2000. En 2020, Météo-France publie une typologie des climats de la France métropolitaine dans laquelle la commune est dans une zone de transition entre le climat océanique et le climat océanique altéré et est dans la région climatique  Moyenne vallée de la Loire, caractérisée par une bonne insolation (1 850 h/an) et un été peu pluvieux. 
Pour la période 1971-2000, la température annuelle moyenne est de 10,7 °C, avec une amplitude thermique annuelle de 14,8 °C. Le cumul annuel moyen de précipitations est de 753 mm, avec 10,9 jours de précipitations en janvier et 6,9 jours en juillet. Pour la période 1991-2020, la température moyenne annuelle observée sur la station météorologique de Météo-France la plus proche, sur la commune de Saint-Christophe-sur-le-Nais à 25 km à vol d'oiseau, est de 12,1 °C et le cumul annuel moyen de précipitations est de 682,2 mm,. Pour l'avenir, les paramètres climatiques de la commune estimés pour 2050 selon différents scénarios d'émission de gaz à effet de serre sont consultables sur un site dédié publié par Météo-France en novembre 2022.

## Urbanisme

### Typologie
Au 1er janvier 2024, Pruillé-l'Éguillé est catégorisée commune rurale à habitat dispersé, selon la nouvelle grille communale de densité à sept niveaux définie par l'Insee en 2022.
Elle est située hors unité urbaine. Par ailleurs la commune fait partie de l'aire d'attraction du Mans, dont elle est une commune de la couronne,. Cette aire, qui regroupe 144 communes, est catégorisée dans les aires de 200 000 à moins de 700 000 habitants,.

### Occupation des sols
L'occupation des sols de la commune, telle qu'elle ressort de la base de données européenne d’occupation biophysique des sols Corine Land Cover (CLC), est marquée par l'importance des territoires agricoles (70,4 % en 2018), une proportion sensiblement équivalente à celle de 1990 (70,3 %). La répartition détaillée en 2018 est la suivante : 
prairies (46,5 %), forêts (26,9 %), terres arables (15,4 %), zones agricoles hétérogènes (8,5 %), zones urbanisées (1,7 %), milieux à végétation arbustive et/ou herbacée (1,1 %). L'évolution de l’occupation des sols de la commune et de ses infrastructures peut être observée sur les différentes représentations cartographiques du territoire : la carte de Cassini (XVIIIe siècle), la carte d'état-major (1820-1866) et les cartes ou photos aériennes de l'IGN pour la période actuelle (1950 à aujourd'hui).

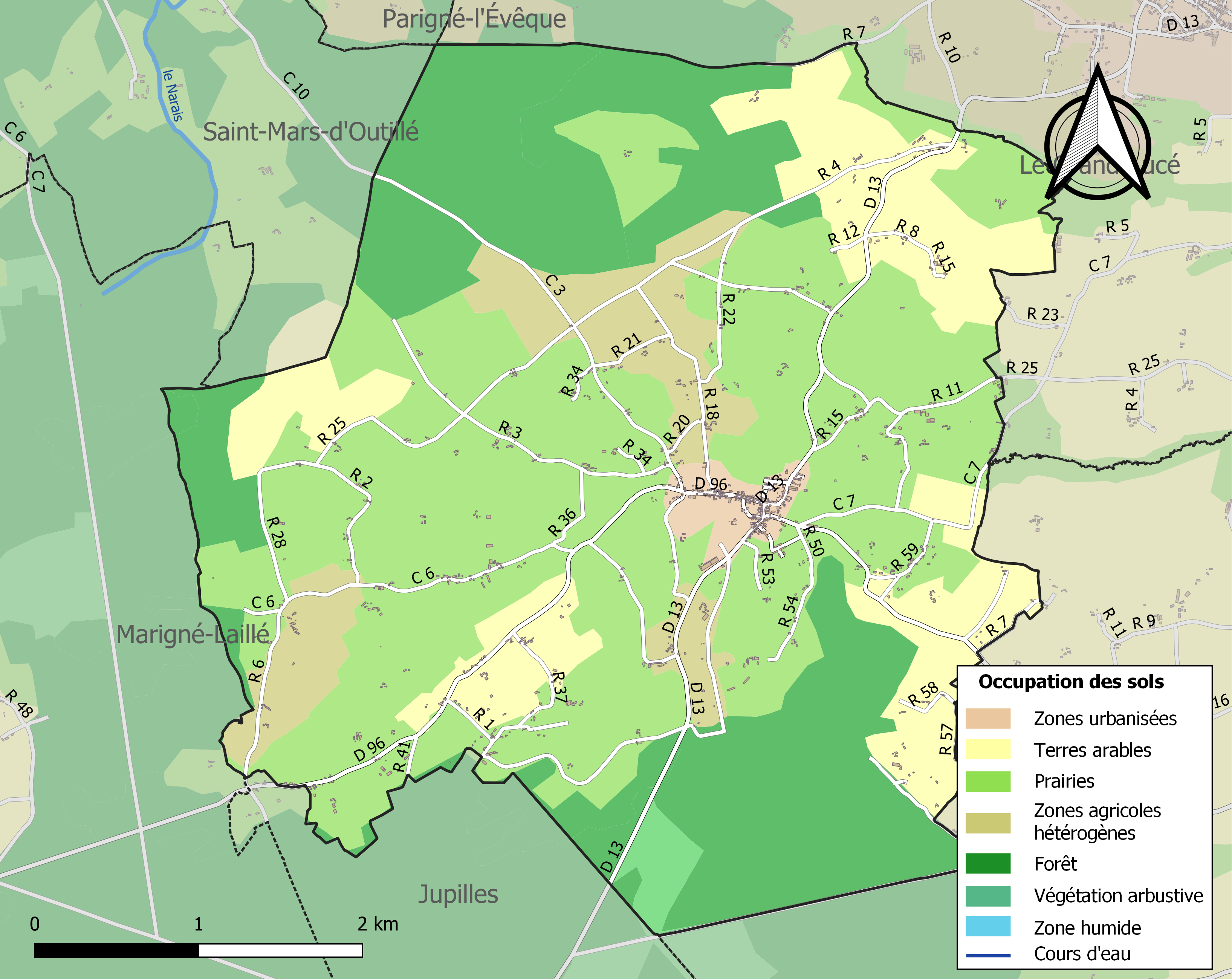
Carte des infrastructures et de l'occupation des sols de la commune en 2018 (CLC).

## Politique et administration
| Période                                  | Période  | Identité         | Étiquette | Qualité                                                                    |
| ---------------------------------------- | -------- | ---------------- | --------- | -------------------------------------------------------------------------- |
| ca 1925                                  | ?        | Marcel Bouttier  | SFIO      | Agriculteur                                                                |
| 1945                                     | 1947     | François Jeulin  | PCF       | Charpentier                                                                |
| avant 1981                               | 1983     | Liliane Chaillou | PCF       |                                                                            |
| 1983                                     | mai 2020 | Régis Vallienne  | DVD       | Maître d'œuvre en bâtiment, conseiller général, président de la CC de Lucé |
| mai 2020                                 | En cours | Myriam Martineau |           |                                                                            |
| Les données manquantes sont à compléter. |          |                  |           |                                                                            |

## Démographie
L'évolution du nombre d'habitants est connue à travers les recensements de la population effectués dans la commune depuis 1793. Pour les communes de moins de 10 000 habitants, une enquête de recensement portant sur toute la population est réalisée tous les cinq ans, les populations de référence des années intermédiaires étant quant à elles estimées par interpolation ou extrapolation. Pour la commune, le premier recensement exhaustif entrant dans le cadre du nouveau dispositif a été réalisé en 2008.
En 2022, la commune comptait 808 habitants, en évolution de −1,7 % par rapport à 2016 (Sarthe : −0,25 %, France hors Mayotte : +2,11 %).
| 1793  | 1800  | 1806  | 1821  | 1831  | 1836  | 1841  | 1846  | 1851  |
| ----- | ----- | ----- | ----- | ----- | ----- | ----- | ----- | ----- |
| 1 451 | 1 570 | 1 511 | 1 735 | 1 601 | 1 520 | 1 506 | 1 504 | 1 429 |

| 1856  | 1861  | 1866  | 1872  | 1876  | 1881  | 1886  | 1891  | 1896  |
| ----- | ----- | ----- | ----- | ----- | ----- | ----- | ----- | ----- |
| 1 382 | 1 371 | 1 344 | 1 237 | 1 251 | 1 234 | 1 240 | 1 232 | 1 186 |

| 1901  | 1906  | 1911  | 1921  | 1926  | 1931  | 1936  | 1946 | 1954 |
| ----- | ----- | ----- | ----- | ----- | ----- | ----- | ---- | ---- |
| 1 197 | 1 240 | 1 184 | 1 142 | 1 135 | 1 096 | 1 053 | 989  | 886  |

| 1962 | 1968 | 1975 | 1982 | 1990 | 1999 | 2006 | 2008 | 2013 |
| ---- | ---- | ---- | ---- | ---- | ---- | ---- | ---- | ---- |
| 857  | 657  | 582  | 504  | 510  | 546  | 683  | 722  | 804  |

| 2018 | 2022 | - | - | - | - | - | - | - |
| ---- | ---- | - | - | - | - | - | - | - |
| 825  | 808  | - | - | - | - | - | - | - |

## Lieux et monuments
- La commune est située en partie dans la forêt de Bercé.
- Église Saint-Christophe, XIIe-XVIe siècles. Selon la légende, cette église aurait été construite en l'honneur de saint Julien. Son clocher est un campanile (bâtiment isolé du reste de l'église).

## Personnalités liées
- Saint Julien (IVe siècle), premier évêque du Mans. Il aurait ressuscité le fils unique du propriétaire de la villa de Pruillé dans laquelle il se rendait.
- Maxime Radais (1861 à Pruillé-l'éguillé, 1959 à Paris), Doyen de la faculté de médecine de Paris, Commandeur de la légion d'honneur
- René Levrel (1900 - 1981 à Pruillé-l'Éguillé), peintre qui a peint le comice de 1962 de Pruillé-l'Éguillé dont le tableau et les esquisses sont au musée de la Reine Bérengère au Mans. Certains de ces tableaux sont exposés au musée de Nantes.